# Стрельба в школе № 263
Инцидент со стрельбой в школе № 263 в районе Отрадное города Москвы произошёл 3 февраля 2014 года. Десятиклассник Сергей Гордеев, вооружённый карабином и винтовкой, застрелил учителя географии и захватил в заложники своих одноклассников, а затем открыл огонь по прибывшим на место происшествия полицейским, убив сотрудника вневедомственной охраны и тяжело ранив патрульного. После переговоров, в которых участвовал отец преступника, подросток отпустил заложников, а через некоторое время был задержан.
В сентябре 2014 года в Бутырском районном суде Москвы начался судебный процесс по делу о стрельбе, в ходе которого защита Гордеева настаивала на его невменяемости, причём государственное обвинение заняло аналогичную позицию. 3 марта 2015 года суд направил подростка на принудительное психиатрическое лечение. Решение было оспорено защитой потерпевших, однако в августе 2015 года Московский городской суд признал его законным. В ноябре 2015 года Президиум Мосгорсуда направил дело на пересмотр в Московский окружной военный суд, где 8 февраля 2016 года Гордеева вновь признали невменяемым. 5 мая 2016 года Верховный Суд Российской Федерации признал это решение законным.
Произошедший инцидент стал первым в России случаем школьной стрельбы, в ходе которого погибли люди; он получил широкий резонанс в российском обществе и вызвал бурные дискуссии о необходимости ужесточения систем безопасности в учебных заведениях, а также о негативном влиянии фильмов, телевизионных передач и видеоигр, содержащих сцены насилия.

## Личность преступника
Сергей Викторович Гордеев родился 4 октября 1998 года в Москве, на момент инцидента со стрельбой ему было 15 лет, и он являлся учеником 10 «А» класса московской средней школы № 263.
Сергей учился на «отлично», претендовал на окончание школы с золотой медалью, готовился к поступлению в Московский инженерно-физический институт, становился победителем и призёром различных олимпиад, в том числе интернет-олимпиады школьников «20 лет правового государства в России», проведённой в декабре 2013 года. На учёте в правоохранительных органах не состоял. С детства был довольно хорошо физически развит, самостоятельно занимался общей физической подготовкой, посещал занятия боевого самбо в спортивной школе. Увлекался компьютерными играми (GTA IV, GTA V, Mafia 2 и т. п.), которые, по его собственным признаниям, оказывали на него благотворное влияние, потому что благодаря им он «отвлекался от мира и мог отвлечься от своих обид».
Отец Сергея, Виктор Гордеев, являлся сотрудником курируемого силовыми ведомствами ФГБУ НИИ «Эфир». По сведениям ряда СМИ, НИИ «Эфир» — только прикрытие, а на самом деле Виктор Гордеев — полковник полиции, заместитель начальника отдела наружного наблюдения ОПБ МВД (оперативно-поискового бюро). После произошедшего Гордееву пришлось уволиться со службы. Виктор Гордеев обучал сына стрельбе из огнестрельного оружия, вместе они посещали стрельбища. Подросток состоял в стрелковом клубе «Выстрел»; согласно свидетельствам одного из инструкторов, Сергей стрелял «средне», если сравнивать с профессионалами, но гораздо лучше, чем любой простой человек.
Мать Сергея, Ирина, работала бухгалтером. Бабушка, Любовь Ивановна, входила в родительский комитет класса. В семье есть также младший сын Иван. Ранее сообщалось, что отец и дед школьника работали в органах государственной безопасности, однако в ФСБ России эту информацию опровергли.
В интервью газете «Метро» один из одноклассников Гордеева рассказал, что друзей у того практически не было: «Мне было бы сложно назвать его спокойным. Здесь дело даже не в этом. Он какой-то странный был, не такой, как все. Мало с кем общался. С такими людьми вообще тяжело общаться, на мой взгляд. В последнее время видео про оружие мне „ВКонтакте“ скидывал».

## Предпосылки и мотивы
Я не хотел никого убивать, я хотел умереть. Мне интересно было узнать, а что будет после? Что там — после смерти? Ещё я хотел посмотреть, как люди будут реагировать на то, что я делаю. Я пришёл убить себя. С Андреем Николаевичем у меня не было конфликтов, наоборот — у нас были хорошие отношения. Когда он на меня пошёл, я в него выстрелил — даже не знаю почему, может, потому что никто бы не поверил, что я могу выстрелить?
Согласно официальной версии защиты Гордеева, на момент совершения преступления подросток был невменяем. По признаниям самого Сергея, которые он высказал в ходе допросов в качестве подозреваемого, на совершение преступления его подтолкнуло желание доказать одноклассникам теорию солипсизма, а затем покончить с собой; ещё в возрасте 10 лет он задумался о том, что «жизнь не имеет смысла, что мир — это иллюзия, сон». «Он думает, что он выдумал всех нас, что сейчас он закроет глаза, и все те, кто ему неинтересен, исчезнут. Он говорил собственной маме, что она его иллюзия», — рассказывал в интервью журналистам адвокат подростка Владимир Левин. Также, по мнению Левина, Гордеев открыл огонь по полицейским потому, что боялся, что ему помешают доказать свою теорию.
По версии защиты потерпевших, Гордеев в полной или неполной мере осознавал фактический характер и общественную опасность своих действий, хотя, возможно, и страдал психическим расстройством, не исключающим вменяемости, а на совершение преступления, которое он заранее спланировал, его подтолкнули конфликты с родителями, учителями и одноклассниками. Согласно данным министра образования РФ Дмитрия Ливанова, у подростка не было конфликтов с учениками и преподавателями, сам подросток в показаниях отмечал, что конфликты были, но случались редко, но если и возникали, то на бытовой почве или в ходе спора, в целом же отношения в классе были дружеские.
В результате адвокатских опросов выяснилось, что за день до произошедшего в классе между Сергеем, педагогом русского языка Татьяной Бабкиной и директором произошёл серьёзный конфликт: директор был вынужден вызвать школьного психолога для того, чтобы успокоить школьника, который уже начал высказывать угрозы. Также в сети появилась видеозапись драки с участием Гордеева и его одноклассника, Александра Петрова, по версии защиты потерпевших, сделанная предположительно за несколько месяцев до инцидента со стрельбой; впоследствии мать Сергея высказала мнение, что данное видео относится к периоду обучения её сына в 8 классе.
Татьяна Бабкина, преподававшая в 10 «А» классе русский язык и литературу и отзывавшаяся о Гордееве как о добром, отзывчивом и бесконфликтном подростке, в интервью телеканалу LifeNews рассказала о подробностях допроса Сергея, на который её вызвали по просьбе задержанного: «Меня вызвали на допрос, в котором участвовали следователи, психолог и адвокат. Серёжа сразу сообщил так: „Татьяна Александровна, я шёл к вам!“. <…> Мы с ним часто дискутировали на тему добра и зла — я учила детей милосердию, а он говорил, что его не существует. Когда я ему говорила, что добрых людей больше, он смеялся. И он мне вчера сказал: „Я хотел вам показать, что вы не правы“. Андрей Николаевич — это случайная жертва. У него был следующий урок после меня. На мой урок он опоздал».
8 февраля 2014 года Гордеева, находящегося в СИЗО, посетила член Общественной наблюдательной комиссии Москвы, актриса Ольга Дибцева, с которой у школьника состоялся разговор. По словам Дибцевой, Сергей утверждает, что не хотел никого убивать: когда он зашёл с оружием в класс, учитель и ребята не поверили в то, что он сможет выстрелить.
Согласно одной из распространённых в СМИ предварительных версий, появившейся почти сразу после произошедшего, у Гордеева был конфликт с преподавателем географии и биологии Андреем Кириловым из-за отметки, однако подтверждений этой версии нет.

## Ход событий

### 2 февраля
В воскресенье 2 февраля 2014 года Гордеев окончательно решился на совершение преступления. Подросток планировал прийти в школу с оружием, рассказать одноклассникам о своих взглядах насчёт теории солипсизма, а затем покончить с собой. Вечером того же дня он узнал, куда отец прячет ключи от сейфа с принадлежавшим ему оружием. Также Сергей разослал некоторым одноклассникам SMS-сообщения со словами «завтра вы удивитесь, что я сделаю».

### 3 февраля

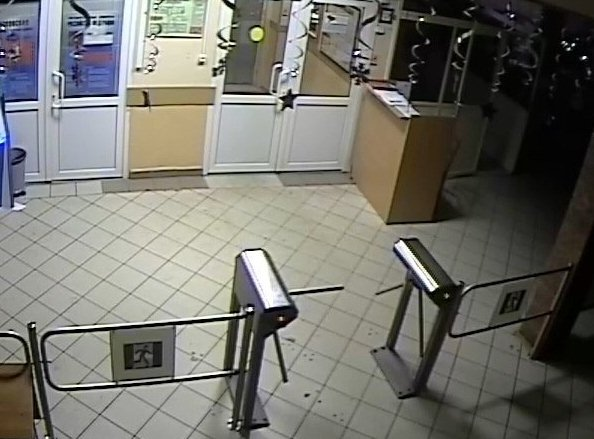
Вестибюль школы в январе 2016 года

Утром 3 февраля Гордеев соврал родителям о том, что в школе нет первых трёх уроков, чтобы они ушли из дома, а он мог остаться один и беспрепятственно завладеть оружием; для убедительности он заранее попросил одноклассницу прислать ему SMS-сообщение об отсутствии занятий. Подросток написал предсмертное стихотворение на английском языке, в котором сообщил, что устал от жизни и не может больше жить в страхе. После ухода родителей Гордеев открыл сейф и извлёк оттуда полуавтоматический малокалиберный 11-зарядный карабин Browning 22 Semi-Auto rifle, винтовку Tikka T3 под патрон 7,62×51 мм НАТО с оптическим прицелом и патроны к ним, затем уложил оружие в чехлы, по некоторым данным, перед этим сделав пробный выстрел из карабина в открытое окно, а патроны — в пакет, в него же Гордеев положил найденный дома сувенирный кинжал. С целью сокрытия оружия Сергей надел не свою куртку, а чёрное пальто с длинными полами, принадлежавшее матери.
Закончив сборы, подросток вышел из своего дома на Берёзовой аллее и направился в школу № 263. Около 11:40 (MSK, UTC+4), приблизительно через 10 минут после начала четвёртого урока, он подошёл к центральному входу, где извлёк оружие из чехлов. Войдя в школу, он миновал турникет на входе и, угрожая оружием охраннику, прошёл в кабинет № 2 на первом этаже, где в этот момент у 10 «А» шёл урок географии. Подойдя к классной комнате, но не заходя внутрь, через открытую дверь, Гордеев выстрелил в учителя Андрея Кирилова из карабина Browning, попав тому в голову. Затем он навёл оружие на учеников (в классе находился 21 ученик).
Пройдя за кафедру, Гордеев начал высказывать одноклассникам свои соображения насчёт теории солипсизма, согласно которой, по его мнению, в мире существует только он один, а жизнь иллюзорна и является его сном. В какой-то момент подросток обратил внимание на то, что раненый Кирилов стал подавать признаки жизни, и второй раз выстрелил тому в голову, после чего педагог скончался.
Охранник сумел вызвать сотрудников полиции, нажав тревожную кнопку. Сигнал тревоги в полиции получили в 11:46 (по данным УВД СВАО ГУ МВД РФ по Москве — в 11:44), уже примерно через четыре минуты в школу прибыл наряд вневедомственной охраны. Прапорщик Сергей Бушуев и прапорщик Олег Нургалиев вошли в школу и направились к кабинету № 2. Полицейские шли вдоль стены, страхуя друг друга. Бушуев попытался зайти в кабинет, в этот момент Гордеев открыл по нему огонь. Нургалиев тут же вызвал «скорую помощь», но Бушуев скончался до приезда медиков.
Через некоторое время на место происшествия приехала группа немедленного реагирования ППС — старший сержант Владимир Крохин и младший лейтенант Вячеслав Нечаев. Гордеев открыл по патрульным огонь из окна. Полицейские зашли внутрь здания, Крохин увидел тело мёртвого прапорщика Бушуева и остановился в десяти метрах по коридору наискосок от класса, в этот момент Гордеев выстрелил в него через щель приоткрытой двери и попал туда, где брони не было. Нечаев, рискуя жизнью, вынес напарника из простреливаемой зоны, затащив его за угол. Другие полицейские решили помочь раненому, попытавшись перенести его, но в коридоре у Крохина сработал автомат и произошли беспорядочные выстрелы.
В 12:12 к школе приехали несколько экипажей скорой медицинской помощи, затем прибыли два пожарных расчёта, на площадке рядом со школой приземлился медицинский вертолёт МЧС России, на котором впоследствии был эвакуирован раненый полицейский Владимир Крохин, вывезенный на каталке из здания примерно в 12:15. Территория школы была оцеплена плотным кольцом полиции, в Москве был введён план «Ураган-2», позволяющий силовикам стрелять на поражение в случае угрозы для жизни заложников при их освобождении.
На место происшествия оперативно прибыли министр внутренних дел Владимир Колокольцев, министр образования Дмитрий Ливанов, глава Следственного комитета РФ Александр Бастрыкин, мэр Москвы Сергей Собянин, прокурор города Сергей Куденеев и начальник Главного управления МВД России по городу Москве Анатолий Якунин.
По словам очевидцев, Гордеев разговаривал с заложниками о смерти, рассказывал о своей жизни и проблемах в семье, несколько раз принимал звонки от родителей, а после приземления вертолёта произвёл около 6 выстрелов в окно. По данным МВД России, всего за время пребывания в классе Гордеев произвёл не менее 11 выстрелов, по его собственным признаниям, высказанным позже в ходе психиатрической экспертизы, — 18.
К 12:20 все ученики школы, за исключением учащихся 1 «А», 6 «Б» и 7 «А» (он находился в соседнем кабинете) классов, были эвакуированы из здания.
Всё это время Гордеев находился со взятыми в заложники в кабинете. В 12:17 отец Гордеева, Виктор, надев бронежилет, зашёл в школу, прошёл в кабинет № 2 и уговорил сына отпустить одноклассников и сдаться. Подросток отпустил заложников примерно в 12:48, спустя несколько минут медикам удалось перенести тело убитого преподавателя в гардероб на первом этаже. Около 13:05 стрелок был выведен из школы бойцами СОБРа.

## Погибшие и раненые

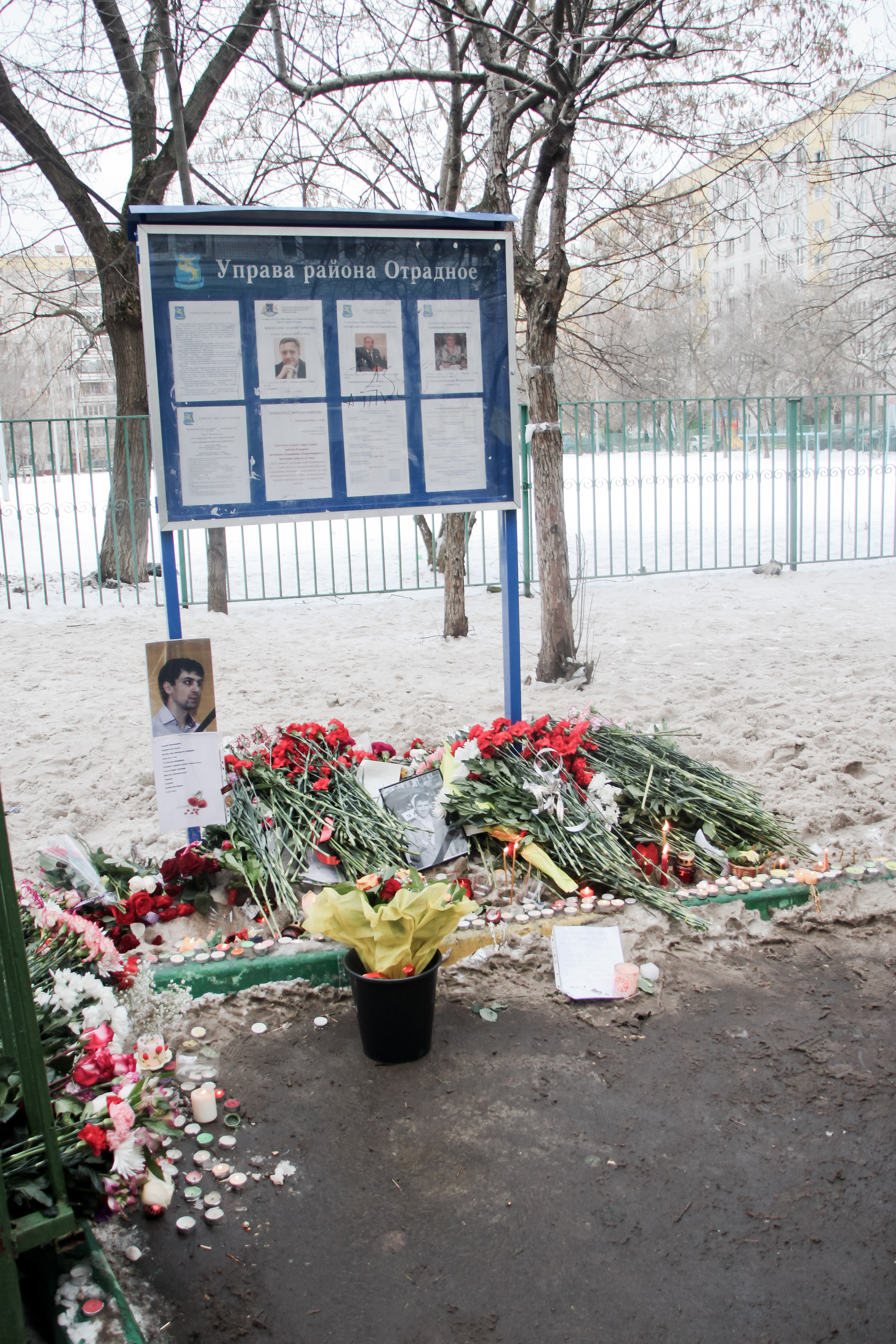
Импровизированный народный мемориал в память о погибших во время стрельбы недалеко от школы

В ходе инцидента погибли учитель школы и сотрудник полиции, ещё один полицейский получил ранение.
- Погибший учитель — Андрей Николаевич Кирилов[51] (некоторые источники ошибочно указывают фамилию как «Кириллов»[15][52]), родился в 1984 году в Вадском районе Нижегородской области. После окончания средней школы поступил в Арзамасский педагогический институт, который окончил в 2006 году. Проходил службу в Вооружённых Силах Российской Федерации. Преподавал географию и биологию в старших классах средней школы № 263[53]. Был женат, воспитывал сына[41].
- Второй погибший — прапорщик Сергей Викторович Бушуев, полицейский взвода 1-го батальона полиции МОВО УВД по СВАО. В органах внутренних дел служил с 1994 года, в батальоне — с 1997 года. За годы службы был награждён ведомственными знаками МВД «Отличник милиции» и «За отличие»[54][55]. Был женат, воспитывал дочь[41]. Пуля, выпущенная Гордеевым, пробила полицейскому артерию и ушла в грудь, Бушуев скончался от обильного кровотечения[34].
- Единственный раненый — старший сержант Владимир Александрович Крохин, сотрудник группы немедленного реагирования патрульно-постовой службы ОМВД «Отрадное». Родился в 1984 году, в органах внутренних дел с декабря 2005 года[56], награждён знаком «За отличие в службе» и многими почётными грамотами[44][57]. Крохин был доставлен в НИИ имени Склифосовского с большой кровопотерей: он получил сквозное ранение грудной клетки, диафрагмы, печени, желудка, поджелудочной железы, а также ранение нижней полой вены[58]. После ранения проходил курс лечения, в апреле был выписан[59].

### Память
6 февраля 2014 года Владимир Путин подписал указ о награждении Андрея Кирилова, а также прапорщика Сергея Бушуева и старшего сержанта Владимира Крохина орденом Мужества (двух первых — посмертно) с формулировкой «за мужество и самоотверженность, проявленные при исполнении служебного и гражданского долга во время трагедии 3 февраля в школе № 263 города Москвы». В мае 2014 года Владимир Крохин получил орден из рук начальника ГУ МВД России по городу Москве Анатолия Якунина.
22 декабря 2016 года в память о прапорщике Сергее Бушуеве в московской школе № 1411, где он учился, была торжественно открыта мемориальная доска. На церемонии присутствовали родственники Бушуева, представители руководства УВД по СВАО и межрайонного отдела вневедомственной охраны Федеральной службы войск национальной гвардии по Москве, а также ветераны органов внутренних дел и ученики школы.

## Предварительное следствие
4 февраля 2014 года Гордеев был доставлен в Басманный районный суд Москвы для избрания меры пресечения; в зал подростка в чёрной балаклаве ввели бойцы спецназа. Заседание проходило в закрытом режиме. Суд удовлетворил ходатайство следствия и принял решение оставить подростка под стражей на два месяца, хотя сам он раскаивался и просил оставить его под присмотром родителей. Отец и мать Гордеева на заседание суда не пришли.
12 февраля 2014 года Гордееву было предъявлено окончательное обвинение. Следствием было возбуждено уголовное дело по признакам преступлений, предусмотренных частью 4 статьи 206, пунктами «а», «б», «к» части 2 статьи 105 и частью 3 статьи 30 Уголовного кодекса Российской Федерации, расследование которого вели сотрудники Главного следственного управления Следственного комитета России. Были назначены различные экспертизы, в том числе судебно-психиатрическая. Сотрудники Федеральной службе Российской Федерации по контролю за оборотом наркотиков исследовали анализы Гордеева и установили, что он не употреблял наркотические вещества.
Первоначально Гордеев находился в изоляторе временного содержания УВД Северо-Восточного округа, где содержался в камере вдвоём со взрослым мужчиной, который, как отмечал адвокат подростка, обвинялся «не в особо тяжких преступлениях». Проблем между арестованными не возникало, Сергей жалоб на сокамерника не высказывал. Через некоторое время он был переведён в изолятор временного содержания СИЗО № 5 «Водник» для несовершеннолетних. Подозреваемый также просил организовать ему встречу с родителями.
В апреле 2014 года стали известны результаты судебно-психиатрической экспертизы, которую четыре недели проходил Гордеев. Специалисты Государственного научного центра социальной и судебной психиатрии имени В. П. Сербского признали школьника невменяемым и поставили ему диагноз «параноидная шизофрения». Подозреваемый был направлен в специализированное психиатрическое отделение СИЗО «Бутырская тюрьма». По словам источника газеты «Известия» в правоохранительных органах, ещё на предварительном этапе обследования у подростка удалось выявить расстройство психики и аномальное гиперактивное поведение — школьник не лежал, не спал, постоянно находился в движении и конфликтовал с другими подэкспертными.
Всего по делу о стрельбе значились 25 потерпевших, из них 21 школьник, мать и супруга убитого Андрея Кирилова, жена убитого сотрудника вневедомственной охраны Сергея Бушуева и раненый полицейский Владимир Крохин.
22 августа 2014 года уголовное дело о стрельбе было направлено в Бутырский районный суд Москвы за подписью заместителя Генерального прокурора Российской Федерации Виктора Гриня и поступило в него 25 августа.

## Суд

### Первое рассмотрение
8 сентября 2014 года началось судебное рассмотрение дела о стрельбе. В ходе первого заседания государственный обвинитель ходатайствовал о применении к обвиняемому принудительных мер медицинского характера, а также заявил о частичном признании подсудимым вины. Сам Гордеев частично признал свою вину, однако не согласился с квалификацией обвинения.
15 октября в процессе очередного заседания у доставленного в суд Гордеева случилась шейная судорога. Защищающий интересы потерпевших адвокат Игорь Трунов сообщил прессе, что Гордеев принял таблетку антидепрессанта, побочным эффектом которого являются судороги. Суд вызвал «скорую помощь», чтобы подсудимому сделали укол противосудорожного средства.
В январе 2015 года потерпевшая сторона попросила суд признать незаконной, необоснованной и содержащей признаки фальсификации психолого-психиатрическую экспертизу Гордеева. В ходатайстве потерпевших заявлено, что был нарушен процессуальный порядок назначения и производства экспертизы, потерпевшие не были своевременно ознакомлены с постановлением о назначении экспертизы, а само заключение эксперта необоснованно и вызывает сомнение. Бутырский суд частично удовлетворил ходатайство адвоката потерпевших о повторной судебно-психиатрической экспертизе подсудимого: отказав в проведении повторной экспертизы, он постановил допросить специалистов из института имени Сербского, проводивших экспертизу.
11 февраля 2015 года состоялось очередное судебное заседание, на котором было объявлено о завершении судебного расследования дела. Суд признал наличие нарушений в экспертизе и вынес частное определение в адрес следователя.
24 февраля суд продлил арест Гордеева до 25 мая, на следующий день состоялись прения сторон. Обвинение попросило суд признать подростка невменяемым и направить на принудительное лечение. Кроме того, прокурор просила суд переквалифицировать обвинение со статьи 206 УК РФ на менее тяжкую — 127 (незаконное лишение свободы). Защита подсудимого попросила переквалифицировать обвинение в убийстве на обвинение в убийстве по неосторожности, представители потерпевшей стороны требовали для него реального наказания. Сам Гордеев, по словам Игоря Трунова, в последнем слове ничего не сказал.

#### Решение суда
3 марта 2015 года в Бутырском суде состоялось запланированное заседание по делу о стрельбе в школе. Гордеев был признан совершившим убийства и покушение на убийство в состоянии невменяемости и направлен на принудительное психиатрическое лечение на срок не менее 6 месяцев, по истечении которых ему могло быть назначено переосвидетельствование. Суд также распорядился прекратить уголовное преследование в отношении Гордеева за отсутствием состава преступления по статье 206 Уголовного кодекса РФ, его действия по данному обвинению должны квалифицироваться по статье 127 УК РФ (незаконное лишение свободы), но из-за несовершеннолетнего возраста подсудимого его действия по закону не могут быть переквалифицированы. Резолютивную часть вердикта огласила федеральный судья Юлия Шелепова. Гордеев выслушал решение молча, а по окончании оглашения сказал, что решение суда ему понятно.
По словам адвоката подростка Владимира Левина, решение суда было ожидаемым. В интервью журналистам он также рассказал, что успел пообщаться с подсудимым после оглашения приговора, и Гордеев сказал, что «ничего не понял». Сторона потерпевших выразила желание оспорить решение из-за категорического несогласия с ним. Представитель потерпевшей стороны Игорь Трунов заявил, что в деле «прослеживается заинтересованность, коррупционная составляющая».

#### Оспаривание решения
11 марта 2015 года потерпевшая сторона обжаловала решение суда. В апелляционной жалобе Игорь Трунов попросил вернуть уголовное дело для нового рассмотрения в ином составе суда, а постановление от 3 марта отменить и направить в Московский окружной военный суд для рассмотрения по существу. По его мнению, суд ошибочно пришёл к выводу о возможности доверять заключению психиатрической экспертизы в отношении подростка.
16 апреля защита потерпевших подала жалобу на бездействие судьи и заявление в суд о компенсации за нарушение сроков, адресованную председателю Московского городского суда Ольге Егоровой. В документе Трунов обратил внимание на то, что с момента рассмотрения дела минуло полтора месяца, но до сих пор протокол судебного заседания не изготовлен и не предоставлен для ознакомления потерпевшей стороне.
10 августа Московский городской суд рассмотрел жалобу защиты потерпевшей стороны и признал решение Бутырского суда законным. Гордеева направили в психиатрическую клинику. В сентябре защита потерпевших подала в Президиум Московского городского суда кассационную жалобу на постановление Бутырского районного суда от 3 марта 2015 года и апелляционное определение Московского городского суда от 10 августа 2015 года.

### Пересмотр дела
13 ноября Президиум Мосгорсуда отменил решение Бутырского районного суда от 3 марта 2015 года и направил дело на пересмотр в Московский окружной военный суд, удовлетворив кассационную жалобу потерпевшей стороны. Вместе с тем, суд отказал представителям ответчика в проведении закрытого судебного разбирательства, а также в приостановлении иска до рассмотрения дела в отношении Гордеева по существу.
23 декабря в Московском окружном военном суде коллегия из трёх судей начала пересмотр дела. Защита потерпевших заявила отвод государственному обвинителю, поскольку он же участвовал в деле при первом его рассмотрении, однако суд ходатайство отклонил. Адвокат Гордеева на заседание не явился, поэтому рассмотрение продолжилось и на следующий день. 25 декабря суд допросил троих потерпевших: мать и жену погибшего Андрея Кирилова, а также полицейского Владимира Крохина.
В начале января 2016 года стало известно, что защитники потерпевших обратились в Квалификационную коллегию судей Москвы с требованием привлечь судью Бутырского районного суда города Москвы Ю. В. Шелепову, судей Московского городского суда Д. А. Пронякина, Ю. М. Светозерскую, Н. А. Боеву, председателя Бутырского районного суда Ю. А. Колмогорова, прокурора отдела государственных обвинителей уголовно-судебного управления Прокуратуры города Москвы Л. А. Баландину и прокурора апелляционного отдела уголовно-судебного управления прокуратуры города Москвы А. Н. Якушеву к дисциплинарному взысканию. В жалобе отмечено, что судья Шелепова «неоднократно выходила в судебное заседание и проводила судебные процессы без мантии», а судья Пронякин во время судебного заседания апелляционной инстанции высказывался в адрес потерпевшей Кириловой «в пренебрежительной грубой форме», а на замечания реагировал «агрессивно и грубо».
В ходе последующих заседаний Гордеев начал давать показания самостоятельно, а не через адвоката, как делал это раньше. На заседании 18 января 2016 года он дал пояснения по исследованию экспертиз трупов Андрея Кирилова и Сергея Бушуева, признав то, что убил их. «Я долго думал и сейчас понимаю, что ответить не получается. Я не отрицаю, что смерть обоих произошла от моих выстрелов. Также я стрелял из окон, в кого — сейчас не помню», — ответил юноша на вопрос суда о том, зачем он совершил убийства.
20 января интернет-издание LifeNews опубликовало видеозапись, сделанную в школьном гардеробе, на которой видно, как Александр Петров, одноклассник Гордеева, наносит Сергею удары руками и ногами под одобрительные выкрики других школьников. 26 января защита потерпевших заявила ходатайство об уголовном преследовании Петрова за лжесвидетельство. По мнению юристов, на стадии предварительного следствия по делу Петров давал заведомо ложные показания, утверждая, что у них с Сергеем были хорошие приятельские отношения; на судебном заседании 22 января 2016 года Александр также заявлял об отсутствии конфликтов с подсудимым.
5 февраля начались судебные прения по делу. Государственный обвинитель попросил суд назначить Гордееву принудительные меры медицинского характера. Защита потерпевших выразила несогласие с позицией обвинения и вновь заявила о вменяемости подсудимого и необходимости приговорить его к реальному сроку наказания, а также попросила суд вынести частное определение в адрес МВД России в связи с непрофессионализмом сотрудников, действия которых в момент инцидента со стрельбой «ставили под угрозу не только их собственные жизни, но и жизни школьников, которые находились в тот момент в заложниках». Мать погибшего преподавателя Андрея Кирилова демонстративно покинула зал заседания.

#### Решение Московского окружного военного суда и принудительное лечение
8 февраля 2016 года Московский окружной военный суд постановил освободить Гордеева от ответственности и направить его в стационар для применения принудительного лечения. Постановление огласил председательствующий судья Сергей Коробченко. Адвокат потерпевших Игорь Трунов заявил, что вынесенное постановление будет обжаловано защитой потерпевших в апелляционном порядке.
16 февраля стало известно, что защита потерпевших подала апелляционную жалобу в Судебную коллегию по делам военнослужащих Верховного Суда Российской Федерации, таким образом оспорив решение Московского окружного военного суда. 5 мая Верховный Суд Российской Федерации признал решение Московского окружного военного суда от 8 февраля 2016 года законным.
В начале сентября 2016 года потерпевшая сторона обратилась с жалобой в Европейский суд по правам человека, в которой, в частности, было отмечено, что «при расследовании и рассмотрении уголовного дела в суде были нарушены основополагающие принципы Конвенции о защите прав и свобод человека и гражданина».
Принудительное лечение Гордеев проходил в Смоленской психиатрической больнице для подростков. В 2017 году, по заявлению Игоря Трунова, стрелок был переведён на амбулаторное лечение, после чего вернулся в Москву. Гордееву также была присвоена инвалидность, из пособия по которой им ежемесячно производились выплаты в размере 1 тысячи рублей на содержание несовершеннолетнего сына погибшего Андрея Кирилова. В январе 2020 года защита потерпевших по делу о стрельбе обратилась в Генеральную прокуратуру Российской Федерации с требованием проверить законность перевода убийцы на амбулаторное лечение.

### Гражданское судопроизводство
На первом же судебном заседании по делу о стрельбе одноклассники Гордеева заявили, что отказываются от любых материальных претензий к нему и его родителям. Старший сержант Крохин, который уже получил компенсацию в досудебном порядке, также отказался от претензий в рамках гражданского производства. Родственники убитого Кирилова заявили гражданский иск к подростку на общую сумму 9 миллионов рублей. Кроме того, потерпевшие попросили назначить сыну учителя до достижения им совершеннолетия ежемесячное содержание в сумме 68 тысяч рублей с единовременной выплатой 261 тысячи рублей в виде задолженности с февраля 2014 года.
В решении Бутырского районного суда от 3 марта 2015 года было отдельно отмечено, что одна из потерпевших сторон (семья убитого полицейского) отказалась от исковых требований, гражданские иски других потерпевших должны быть рассмотрены в порядке гражданского судопроизводства.
В октябре 2015 года в Бутырский районный суд был подан иск от лица матери, вдовы и ребёнка погибшего педагога. В нём потерпевшая сторона попросила суд взыскать с родителей Гордеева 10 миллионов рублей в качестве компенсации морального вреда и 739 тысяч рублей, потраченные на похороны, а также обязать его выплачивать по 37 тысяч рублей ребёнку Кирилова до достижения им совершеннолетия. 15 декабря 2015 года суд привлёк подростка в качестве соответчика по иску, а также отказал представителям ответчика в проведении закрытого судебного разбирательства и приостановлении иска до рассмотрения дела о стрельбе по существу.
1 февраля 2016 года суд отказался закрыть заседание по иску, таким образом, отклонив ходатайство защиты ответчиков, настаивавшей на том, что «дело невозможно рассматривать без отрыва от уголовного дела» о стрельбе. Представитель истца Людмила Айвар заявила, что оснований для прекращения заседания нет, так как сам подросток на заседании не присутствует, а его представляет адвокат, эту позицию поддержал и прокурор. Выслушав доводы сторон, суд не нашёл оснований для закрытия судебного разбирательства. Кроме того, представителю ответчиков было повторно отказано в приостановлении иска до рассмотрения уголовного дела в отношении Сергея Гордеева по существу.
24 февраля потерпевшая сторона увеличила сумму заявленного иска, попросив суд взыскать с родителей Гордеева 10 миллионов рублей (по 5 миллионов матери и вдове Кирилова) в качестве компенсации морального вреда, а также обязать их ежемесячно выплачивать 36135 рублей 44 копейки, единовременную сумму за истёкший период — 893749 рублей 88 копеек.
2 марта суд частично удовлетворил иск Кириловых, взыскав с Виктора и Ирины Гордеевых по 700 тысяч рублей и обязав их ежемесячно выплачивать на содержание несовершеннолетнего ребёнка по 36 тысяч рублей. Также суд взыскал с ответчиков 936 тысяч рублей в качестве единовременной выплаты на несовершеннолетнего сына Андрея Кирилова «со дня гибели его отца по сегодняшний день».
В августе 2016 года Гордеевы подали в Московский городской суд апелляционную жалобу на данное решение. 12 сентября суд постановил оставить данное решение без изменений.

### Уголовное дело в отношении отца
В мае 2014 года в отношении отца стрелка Виктора Гордеева было возбуждено уголовное дело по статье 224 УК РФ (небрежное хранение огнестрельного оружия), позднее оно было приостановлено «до тех пор, пока не будет вынесено решение по основному делу».
Спустя год следствие передало дело в отношении Виктора Гордеева в суд. Следствие отказалось признать родственников Кирилова и жену Бушуева потерпевшими по данному уголовному делу, соответственно, отказав им в возможности претендовать на какие-либо компенсации. В июне 2015 года судья мирового судебного участка № 91 Бутырского района Москвы амнистировал Гордеева-старшего.

## Реакция

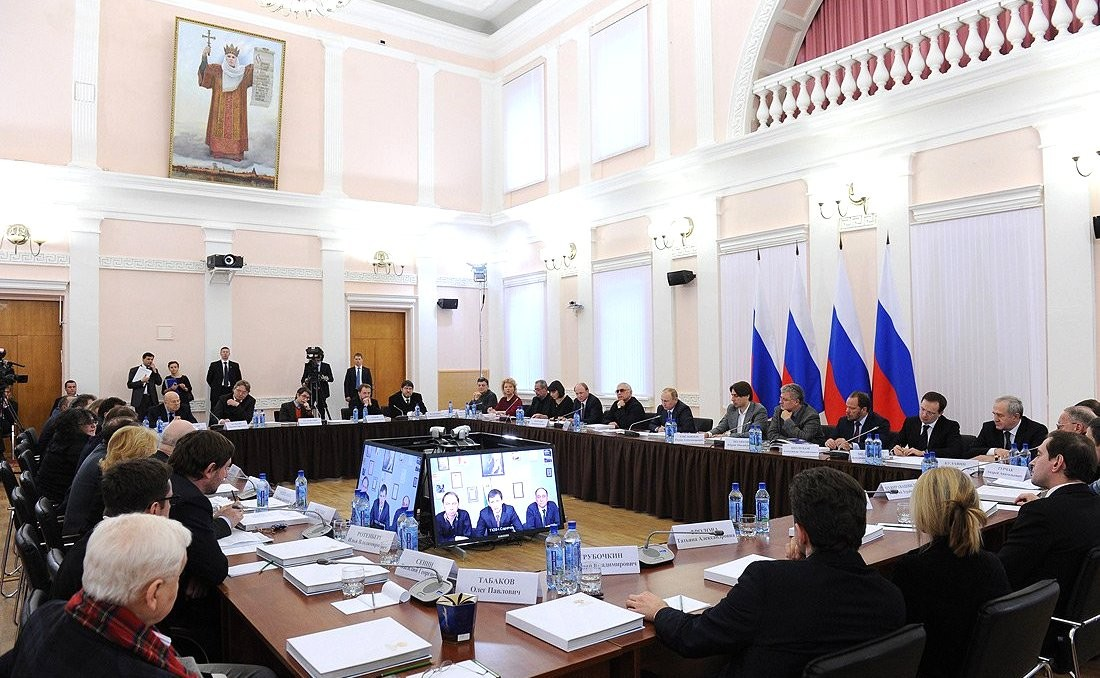
Заседание Совета при Президенте Российской Федерации по культуре и искусству в Пскове 3 февраля 2014 года

3 февраля 2014 года президент Российской Федерации Владимир Путин, находясь на заседании президентского Совета по культуре и искусству, отреагировал на инцидент, назвав произошедшее трагедией, и призвал больше внимания уделять воспитанию подрастающего поколения. По мнению президента, трагедия могла бы не произойти, если бы должным образом было воспитано новое поколение зрителей с хорошим художественным вкусом, умеющих понимать и ценить театральное, драматическое, музыкальное искусство.

### Вопрос об обеспечении безопасности в учебных заведениях
Министр образования России Дмитрий Ливанов заявил, что Министерство образования примет дополнительные меры безопасности после произошедшего. По его словам, в министерстве займутся анализом причины трагедии и будут стремиться к достижению абсолютной безопасности в школах.
Уполномоченный при Президенте Российской Федерации по правам ребёнка Павел Астахов призвал проверить безопасность во всех детских учреждениях: «Считаю необходимым организовать с участием контрольно-надзорных и правоохранительных органов проверки состояние антитеррористической и антикриминальной безопасности во всех образовательных и детских организациях, обеспеченности их надлежащей охраной и видеонаблюдением, укомплектованности штатов детскими и подростковыми психологами, наличия и эффективности работы служб разрешения конфликтов, школьных инспекторов полиции».
После инцидента в Москве, Московской области и других регионах России прошли прокурорские проверки соблюдения требований законодательства об обеспечении безопасности обучающихся и работников в образовательных организациях.

### Предложения по внесению изменений в законодательство
Событие получило ряд оценок в Государственной думе Российской Федерации. Председатель думского комитета по безопасности и противодействию коррупции Ирина Яровая заявила о необходимости максимально ограничить распространение оружия в РФ и призвала ужесточить контроль над его хранением. Также Яровая отметила, что данный случай — нетипичное для России происшествие.
Депутаты парламента из фракции ЛДПР предложили внести поправки в статью 4 закона «О средствах массовой информации», которые бы не позволили показывать по телевидению сцены насилия с участием несовершеннолетних в дневное время, а также заявили о необходимости создания в Госдуме рабочей группы, которая занималась бы вопросами обеспечения безопасности в российских школах.
Депутат Госдумы, член фракции партии «Справедливая Россия» Олег Михеев внёс на рассмотрение в Думу поправки в статью 16 Федерального закона «О защите детей от информации, причиняющей вред их здоровью и развитию», таким образом предложив изъять из открытого доступа «программы для ЭВМ и баз данных, запрещённые для детей». В пояснительной записке к законопроекту оговаривалось, что речь идёт о компьютерных играх, в которых содержится открытая пропаганда жестокости и насилия. Прессе Михеев сообщил, что занимался разработкой законопроекта ещё задолго до инцидента со стрельбой в школе № 263. С компьютерными играми связал произошедшее и помощник председателя Правительства Российской Федерации, бывший главный санитарный врач России (1996—2013) Геннадий Онищенко.
В Общественной палате Российской Федерации предложили внести изменения в статью 156 Уголовного кодекса РФ «Неисполнение обязанностей по воспитанию несовершеннолетнего». По словам члена палаты и лидера правозащитного движения «Сопротивление» Ольги Костиной, нужно подумать об ответственности родителей, научивших подростка пользоваться оружием и не обративших внимания на его психологическое состояние.
Депутаты Московской городской думы предложили поправки в закон «О частной детективной и охранной деятельности», позволившие бы снабдить школьных охранников дубинками и электрошокерами. Предложение вооружать охрану школ и учителей было также выдвинуто общероссийской общественной организацией «Право на оружие».
Депутат Законодательного Собрания Санкт-Петербурга четвёртого и пятого созывов Виталий Милонов разработал и представил проект изменений в федеральный закон «Об оружии». Согласно данной инициативе, владельцы травматических пистолетов и охотничьих ружей должны будут проходить медицинский осмотр ежегодно, а не раз в пять лет.

## В массовой культуре
Весной 2014 года в прессе появилась информация, что «Московская школа нового кино» совместно со студией «Другие» приступила к съёмкам художественного фильма «Школьный стрелок». Сообщалось, что картина снята по мотивам романа Стивена Кинга «Ярость» и февральских событий в школе № 263, по словам создателей, в точности повторяющих завязку романа; действие происходит в наши дни в российской школе. Съёмки проходили на территории московского Колледжа предпринимательства № 11 (бывшее здание средней школы № 165), в них приняли участие лидер группы The Matrixx (в прошлом — участник «Агаты Кристи») Глеб Самойлов, фронтмен группы «НАИВ» Александр «Чача» Иванов, певица Татьяна Буланова, актёр Андрей Балякин и другие.

## Комментарии
1. ↑  Полное официальное наименование — «Государственное бюджетное образовательное учреждение города Москвы „Средняя общеобразовательная школа № 263“»; c 1 сентября 2014 года — структурное подразделение № 5 средней школы № 950.
2. ↑  Не учитывается террористический акт в школе № 1 города Беслана 1—3 сентября 2004 года.